# Comitatul Catron, New Mexico
Comitatul Catron (în engleză Catron County) este un comitat din cele 33 ale statului New Mexico, Statele Unite ale Americii.  Satul Reserve este reședința comitatului.
Este situat în vestul statului, învecinându-se la vest cu statul  Arizona, la nord cu comitatul Cibola, la est cu comitatul Socorro, iar la sud cu comitatele Sierra și Grant, toate patru fiind comitate ale aceluiași stat,  New Mexico. 
Conform datelor deținute de United States Census Bureau, după recensământul din 2010, populația era de 3.725 de locuitori  făcând din comitat al treilea cel mai slab populat al statului  New Mexico. 
Comitatul Catron (Catron County) este totodată, la cele 6.929 mi2 ale sale (sau 17.946 km2)  cel mai mare ca suprafață dintre toate cele 33 de comitate ale statului și, în același timp, cel mai slab populat dintre toate (0,5 locuitori/mi² sau 0,2 locuitori/km²) ca densitate a locuitorilor.

## Istoric
Așezăminte umane în regiunea comitatul Catron datează din cele mai îndepărtate timpuri ale locuirii celor două Americi. Între anii 10.999 BC și 8.000 BC (ai perioadei Clovis), respectiv anii 7.999 BC și 5.999 BC ai perioadei Folsom, situl arheologic Ake, de lângă Datil, a fost locuit aproape continuu. Mai târziu, în zona peșterii Bat Cave, din apropiera localității Horse Springs, au fost descopite urme umane datând acum circa 5.500 de ani (sau 3.500 BC).

## Demografie
|  | Graficele sunt indisponibile din cauza unor probleme tehnice. Mai multe informații se găsesc la Phabricator și la wiki-ul MediaWiki. |

Date: Wikidata - grafică realizată de Wikipedia